# Ilyoperidia
Ilyoperidia, también denominada Ilioperidia, es un género de foraminífero bentónico considerado como nomen nudum e invalidado, y, aunque de estatus incierto, podría ser perteneciente al Suborden Astrorhizina del Orden Astrorhizida. No fue asignada su especie-tipo, aunque Ilyoperidia subovata podría ser considerada como tal. Su rango cronoestratigráfico abarcaba el Holoceno.

## Discusión
Clasificaciones previas incluirían Ilyoperidia en el Suborden Textulariina y/o Orden Textulariida Fue originalmente incluido en el grupo llamado Vateux, junto con Pelosina y otros aglutinados de aspecto "quitinoso" pero con una pared externa de aspecto calcáreo consistente en partículas finas aglutinadas y cementadas homogéneamente.

## Clasificación
Ilyoperidia incluía a la siguiente especie:
- Ilyoperidia subovata